# トビー・キース

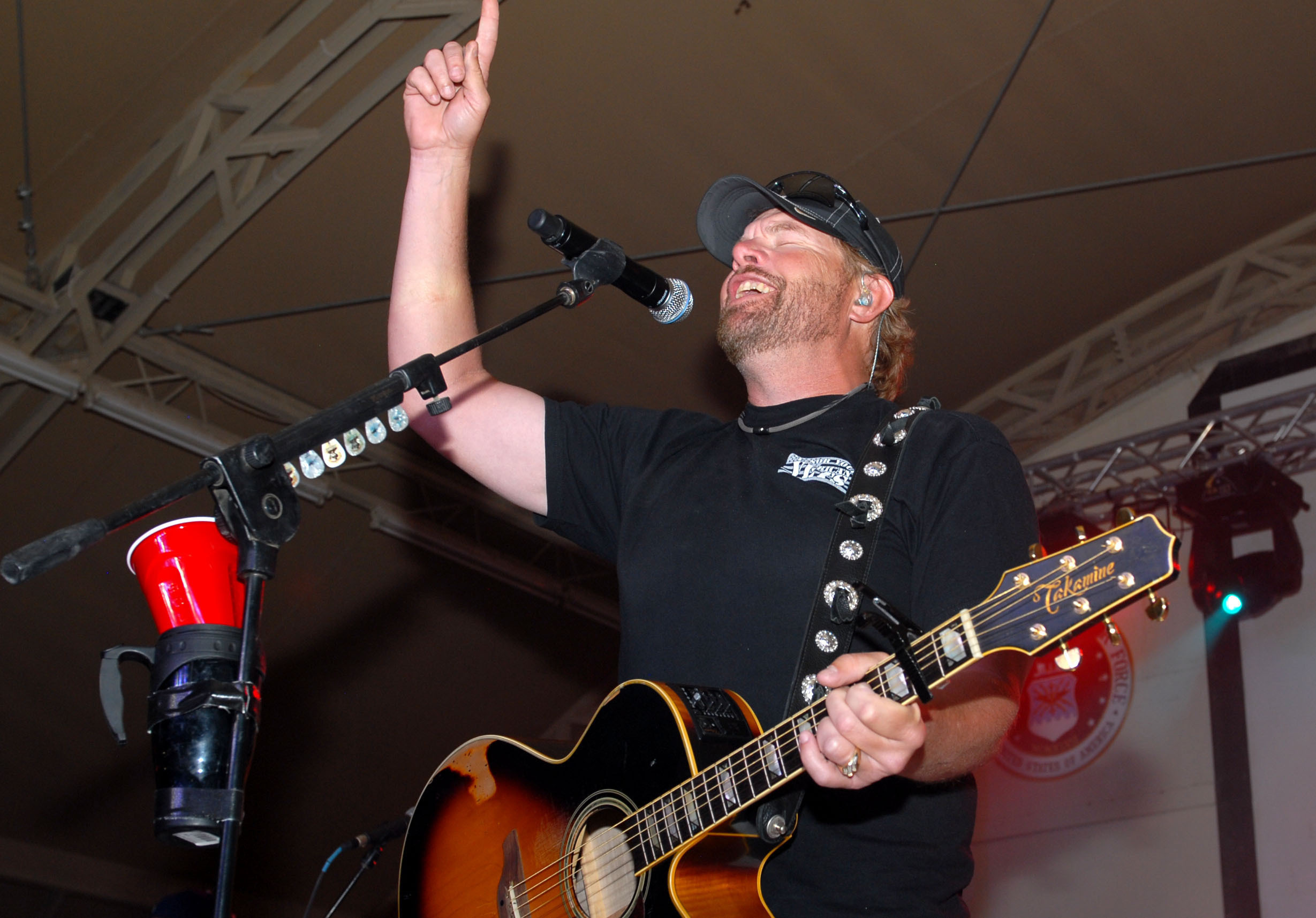
2012年

トビー・キース・コヴェル（Toby Keith Covel、1961年7月8日 - 2024年2月5日）は、アメリカ合衆国のカントリー歌手、作曲家、俳優、実業家。

## 来歴
1961年にオクラホマ州クリントンに生まれる。
2012年にACM賞（カントリー・ミュージックのアカデミー賞）を受賞。
2024年2月5日に胃がんとの闘病中に死去。62歳没。

## 音楽作品
- ドリンクス・アフター・ワーク[5]
- ホープ・オブ・ロックス[6]

## 映画出演
- 「橋の向こう側」（2006年、原題:Broken Bridges）に主演　バート・レイノルズ、ケリー・プレストン、リンジー・ホーンらと共演[7]